# Pierre Wijnants
Pierre Wijnants, né le 8 février 1914 à Borlo (Belgique) et décédé le 22 août 1978, était un prêtre de la Congrégation des Missionnaires du Sacré-Cœur [MSC]. Il fut archevêque de Mbandaka-Bikoro de 1964 à 1977. 

## Éléments de biographie
Entré dans la congrégation des missionnaires du Sacré-Cœur Pierre Wijnants est ordonné prêtre le 6 août 1939. 
Missionnaire au Congo belge il est appelé par le pape Paul VI à être l’archevêque de Coquilhatville (21 avril 1964), un diocèse confié aux Missionnaires du Sacré-Cœur. Il est consacré évêque le 29 juin 1964. Wijnants participe à la quatrième et dernière session du concile Vatican II.  Son archidiocèse change de nom en 1966 pour devenir archidiocèse de Mbandaka-Bikoro.
En mauvaise santé il donne sa démission le 11 novembre 1977. À Mbandaka-Bikoro il est remplacé par Mgr Frédéric Etsou, plus tard cardinal-archevêque de Kinshasa. 
Mgr Pierre Wijnants meurt l’année suivante, le 22 août 1978.